# مالسی-ا-ماده
مالسی-ا-ماده شهری در کشور آلبانی و مرکز استانی به همین نام 